# Кринички (Роменский район)
Кринички (укр. Кринички) — село,
Андрияшевский сельский совет,
Роменский район,
Сумская область,
Украина.
Население по данным 1984 года составляло 60 человек.
Село ликвидировано в 1988 году .

## Географическое положение
Село Кринички находится на расстоянии в 1 км от села Новицкое и в 1,5 км от села Луценково.
Рядом проходят автомобильная дорога Т-1907 и
железная дорога, станция Андрияшевка в 5-и км.

## История
- 1988 — село ликвидировано [1].